# Peter Ficko
Peter Ficko, slovenski geograf, planinski pisec in pedagog, * 1936, Črna na Koroškem.
Po končani OŠ in srednji šoli je diplomiral iz geografije in etnologije na FF UL. V letih 1965−1998 je bil zaposlen na ŠCV. Od 1967 do 1978 je bil predsednik PD Velenje. Napisal je številne članke za Planinski vestnik in  Naš čas. Njegovi prispevki so tudi v različnih zbornikih geografske in etnološke vsebine.
V mandatih 1974−78 je bil delegat (poslanec) Zveznega zbora Skupščine SFRJ, 1978−82 pa republiške skupščine. Napisal je dva planinska vodnika in sicer Po gorah severovzhidne Slovenije: planinski vodnik, Planinska zveza Slovenija(1980) in Kamniške in Savinjske alpe: planinski vodnik, Planinska zveza Slovenije (1998); Je prejemnik številnih nagrad in priznanj.